# Megachile amparo
Megachile amparo är en biart som beskrevs av Gonzalez 2006. Megachile amparo ingår i släktet tapetserarbin, och familjen buksamlarbin. Inga underarter finns listade i Catalogue of Life.